# Vaudoncourt (Moza)
Vaudoncourt – miejscowość i gmina we Francji, w regionie Grand Est, w departamencie Moza.
Według danych na rok 1990 gminę zamieszkiwało 68 osób, a gęstość zaludnienia wynosiła 11 osób/km² (wśród 2335 gmin Lotaryngii Vaudoncourt plasuje się na 977. miejscu pod względem liczby ludności, natomiast pod względem powierzchni na miejscu 907.).